# (266725) Vonputtkamer
(266725) Vonputtkamer (2009 RU26) – planetoida z pasa głównego planetoid okrążająca Słońce w ciągu 3,5 roku w średniej odległości 2,3 j.a. Odkryta 13 września 2009 roku.
Jej nazwa pochodzi od nazwiska urodzonego w 1933 r. w Niemczech, a pracującego dla NASA, inżyniera rakietowego Jesco von Puttkamera.